# Песьяне (Шадрінський район)
Песья́не (рос. Песьяное) — присілок у складі Шадрінського району Курганської області, Росія. Входить до складу Зеленоборської сільської ради.
Населення — 58 осіб (2010, 62 у 2002).
Національний склад станом на 2002 рік: росіяни — 89 %.